# Les Drames du bois de Boulogne

Les Drames du bois de Boulogne est une pochade cinématographique française de court métrage écrite, produite et réalisée en 1948 par Jacques Loew. Il y fait également une apparition.

## Synopsis
Promenons-nous dans le bois (de Boulogne) pendant que le sérieux n'y est pas, guidés par la fantaisie de Jacques Loew et accompagnés par la voix de Gérard Philipe.

## Fiche technique
- Réalisateur, scénariste, auteur du commentaire et producteur : Jacques Loew
- Assistante réalisatrice : Andrée Loew
- Directeur de la photographie : Henri Decaë
- Musique : Eddie Warner (Editions Choudens)
- Genre : court métrage humoristique
- Production : perspectives cinématographiques Jacques Loew
- Distribution : Société Nouvelle des Films Dispa
- Durée : 19 minutes
- Métrage : 507 mètres
- Enregistrement du son :Studios Marignan
- Spécificités techniques : 35 mm (positif et négatif) - noir et blanc - 1,37:1 - son mono
- Visa de censure no 7862 délivré le 7 juillet 1948
- Année de sortie : 
  - France : 1948

## Distribution
- Gérard Philipe : le narrateur
- Pierre Dudan : lui-même, interprétant une chanson
- Blanchette Brunoy : ?
- Maurice Baquet
- Raymond Souplex : ?
- Jean-Pierre Melville : ?
- Frédéric O'Brady : ?
- Liliane Bert : ?
- Michel Seldow : ?
- Les sœurs Fontaine : ?
- Yves Furet : ?
- Claude Larue : ?
- Jacques Loew
- Lucienne Laurence : ?
- Luc Andrieux : ?
- Maurice Hiléro : ?
- Laurence Villon : ?
- Joëlle Bernard : ? (sous le nom de Josette Petot)
- Rolande Warner : ?
- Claude Dalten : ?
- Andrée Moreau : ?

## Production

### Lieux de tournage
- Bois de Boulogne, Paris (extérieurs)